# ميدلفيلد (نيويورك)
ميدلفيلد (بالإنجليزية: Middlefield, New York)‏ هي بلدة أمريكية تقع في الولايات المتحدة في مقاطعة أوتسيغو، نيويورك. يقدر عدد سكانها بـ 2,114 نسمة ومساحتها 170.8 كم2 وترتفع عن سطح البحر 521 متر.